# Amauroderma amoiense
Amauroderma amoiense är en svampart som beskrevs av J.D. Zhao & L.W. Hsu 1983. Amauroderma amoiense ingår i släktet Amauroderma och familjen Ganodermataceae.   Inga underarter finns listade i Catalogue of Life.